# Campeonato Chileno de Futebol de 1937
O Campeonato Chileno de Futebol de 1937 (oficialmente Campeonato de la División de Honor de la Liga Profesional de Football de Santiago) foi a 5ª edição do campeonato do futebol do Chile. Os clubes jogavam uma fase de turno e returno. Não houve rebaixados para a Serie B Profesional de Chile 1938, campeonato de segunda divisão predecessor do Campeonato Chileno de Futebol - Segunda Divisão, pois o certame foi "rebaixado" a uma divisional com clubes reservas

## Participantes
| Equipe                                        | Cidade        | Região                  | No ano anterior | Estádio                        | Capacidade | Títulos              | Participações |
| --------------------------------------------- | ------------- | ----------------------- | --------------- | ------------------------------ | ---------- | -------------------- | ------------- |
| Audax Club Sportivo Italiano                  | La Florida    | Província de Santiago   | Campeão         | Estádio Santa Laura            | 22.375     | 1 (1936)             | 5             |
| Club Social y Deportivo Colo-Colo             | Ñuñoa         | Província de Santiago   | Terceiro Lugar  | Campos de Sports de Ñuñoa      | 27.000     | 0 (não possui)       | 5             |
| Club Deportivo Magallanes                     | Maipú         | Província de Santiago   | Vice Campeão    | Estádio de la Escuela Militar  | ---        | 3 (1933, 1934, 1935) | 5             |
| Club de Deportes Badminton                    | Santiago      | Província de Santiago   | Quinto Lugar    | Estádio Carabineros            | 12.000     | 0 (não possui)       | 5             |
| Unión Española                                | Independencia | Província de Santiago   | Sexto Lugar     | Estádio Santa Laura            | 22.375     | 0 (não possui)       | 5             |
| Corporación Club de Deportes Santiago Morning | Independencia | Província de Santiago   | Quarto Lugar    | Estádio Santa Laura            | 22.375     | 0 (não possui)       | 2             |
| Club de Deportes Santiago Wanderers           | Valparaíso    | Província de Valparaíso | Estreante       | Estádio Elías Figueroa Brander | 23.000     | 0 (não possui)       | 1             |

## Campeão
| Campeão Chileno 1937                                          |
| ------------------------------------------------------------- |
| Club Social y Deportivo Colo-Colo (Ñuñoa) (1º título) Campeão |